# FK Mariupolj
FK Mariupolj  (ukrajinski: Футбольний клуб Маріуполь) ukrajinski je profesionalni nogometni klub iz grada Mariupolja na obali Crnog mora, osnovan 1960. godine. Igraju na stadionu Illičevcu, a od sezone 1997./98. nastupaju u 1. ukrajinskoj ligi. Prijašnje ime kluba bilo je Metalurh. Od sezone 2007./08. igraju u 2. ligi.

## Poznati igrači
- Oleksandr Rykun
- Serhij Šišenko
- Hennadij Zubov